# Walckenaeria cognata
Walckenaeria cognata är en spindelart som beskrevs av Holm 1984. Walckenaeria cognata ingår i släktet Walckenaeria och familjen täckvävarspindlar.
Artens utbredningsområde är Tanzania. Inga underarter finns listade i Catalogue of Life.